# Sarah Tetzlaff
Sarah Tetzlaff (* 18. April 2000 in Lower Hutt) ist eine neuseeländische Sportkletterin, die sich aufs Speedklettern spezialisiert hat.

## Karriere
Tetzlaff begann 12-jährig zu klettern. 2017 gewann sie überraschend die Ozeanien-Jugendmeisterschaften im Speed und Boulder und wurde Dritte im Lead, wodurch sie sich für die olympischen Jugendspiele in Buenos Aires qualifizierte. Seitdem nahm sie an mehreren Weltcups und Weltmeisterschaften teil. Nachdem sie in allen drei Disziplinen an Wettkämpfen teilgenommen hatte, beschloss sie im Jahr 2022, nur noch für Speed zu trainieren und an Wettkämpfen teilzunehmen.
Im November 2023 konnte sie den Olympischen Qualifikationswettkampf in Ozeanien für sich entscheiden und sicherte sich ein Ticket für Paris 2024. Dort belegte sie den 13. Platz.